# 한광협
한광협은 대한민국의 대학교수, 내과 의사이다. 현재 연세대학교 세브란스병원에 소화기내과 교수 및 전문의로 재직중이며, 간암 전문클리닉의 팀장을 맡고 있다. 국내에서 간질환있어서는 전문가로 평가되고 있으며 "간암 대통령"이라 불리고 있다. 전문진료분야로는 간암 및 간질환이 있다.
남자의 자격, 여유만만, 뉴스광장 등 TV에도 많은 출연을 하였으며, 국제간암엑스포 포럼장에서 강의를 하는등 간질환과 간에 대한 상식을 일반인에게 알리는데 주력을 함과 동시에, 국제적인 주목을 받고있다. 협진의 중요성을 역설하는 한광협 교수는 2005년 문을 연 간암전문클리닉에서 세브란스병원 영상의학과 유영식 교수의 ‘미사일 표적 치료, ’방사선종양학과 성진실 교수의 ‘방사선 온열 요법 치료', 한광협 교수의 ‘홀미움치료’ 등 간암치료를 다양하게 시도하며 이는 직접적으로 간암 환자의 생존률 향상으로 이어졌다. 케모포트를 이용한 항암제 방사선 동시치료법 등 새로운 시도를 한 것으로 주목받았다.
가족관계로는 아내 성진실, 딸 2명이 있다.

## 생애초기
1954년 11월 23일 경상남도 마산에서 태어났다. 공대를 목표로 공부하다가 계기가 되어 집안에 의사없어 건강상 문제에 도움을 줄 수있는 의과대로 진로를 바꾸었다. 1979년 연세대학교 의과대학에서 학위를 수여하였고 한양대학교 대학원을 거쳐 1985년에 연세대학교 의과대학 세브란스병원 내과에 부임하였다. 재직 중, 미국 Baylor 의대에서 연구원으로 활동하기도 하였다.